# Orchamoplatus niuginii
Orchamoplatus niuginii là một loài côn trùng cánh nửa trong họ Aleyrodidae, phân họ Aleyrodinae.
Orchamoplatus niuginii được Martin miêu tả khoa học đầu tiên năm 1985.